# Демя (Псковская область)
Демя́ — деревня в Новосокольническом районе Псковской области. Входит в состав Первомайской волости.

## География
Расположена в 18 км к востоку от города Новосокольники, на восточном побережье Демянского озера.

## Население
| 2001 | 2002 | 2010 |
| ---- | ---- | ---- |
| 321  | ↗327 | ↘139 |

Численность населения деревни по оценке на начало 2001 года составляла 321 человек.

## История
С января 1995 до апреля 2015 года деревня входила в состав ныне упразднённой Первомайской волости.